# موموكو آبي
موموكو آبي (باليابانية: 阿部桃子) هي متسابقة ملكة الجمال يابانية، ولدت في 17 سبتمبر 1994 في يورايسو في اليابان.